# Queen at the Beeb
Queen at the Beeb är ett samlingsalbum av Queen, utgivet den 4 december 1989.

## Låtförteckning
Sida 1
1. "My Fairy King" (Mercury)
2. "Keep Yourself Alive" (May)
3. "Doing All Right" (May/Staffell)
4. "Liar" (Mercury)

Sida 2
1. "Ogre Battle" (Mercury)
2. "Great King Rat" (Mercury)
3. "Modern Times Rock 'n' Roll" (Taylor)
4. "Son and Daughter" (May)